# Milloquín
Un milloquín (del mapudungún: müllokiñ) es un tipo de albóndiga, es decir, una bola de pequeño tamaño, preparada en base a puré de legumbres y sazonada comúnmente con un sofrito de cebolla, merquén u otros condimentos. Las legumbres utilizadas suelen ser porotos, arvejas o garbanzos. Es un plato típico de la cocina mapuche.